# Проскурин, Николай Никитич
Николай Никитич Проскурин (19 декабря 1901, Рогатик, Знаменская волость, Ливенский уезд, Орловская губерния — 8 февраля 1944) — советский военачальник, полковник (1939), участник Гражданской, и Великой Отечественной войн.

## Биография
В марте 1920 года вступил в ряды Рабоче-крестьянской Красной армии и служил в 32-м запасном стрелковом полку, во время Гражданской войны воевал на Южном фронте. В 1922 году окончил 52-е командные пехотные курсы в Кременчуге и служил в 144-й стрелковом полку 48-й стрелковой дивизии в Москве.
В 1936 году окончил Военную академию РККА им. М. В. Фрунзе и был назначен помощником начальника 1-го отделения Управления авиации Черноморского флота. В августе 1938 года был назначен на должность помощника начальника 1-го отделения 1-го отдела Управления ВВС РККФ.
В июне 1941 года, в начале Великой Отечественной войны, был назначен помощником командира 61-й истребительной авиабригады ВВС Балтийского флота.
В сентябре 1941 года был назначен начальником штаба 7-й отдельной бригады морской пехоты Ленинградский фронт, которая в составе 55-й армии участвовала в оборонительных боях на подступах к Ленинграду. В декабре на базе этой бригады была сформирована 72-я стрелковая дивизия, в которой Проскурин занимал должность начальника штаба и вместе с ней до апреля 1942 года участвовал в обороне населенного пункта Путролово.
С мая 1942 года он занимал должность начальника оперативного отдела штаба армии 55-й армии. 10 ноября 1944 года был назначен командиром 90-стрелковой дивизии, которая входила в состав 67-й, затем 2-й ударной армий и участвовала в прорыве блокады Ленинграда.
В мае 1943 года он был переведен на должность начальника штаба 46-й стрелковой дивизии, в ноябре 1944 года был награжден орденом Отечественной войны I -й степени. 26 января в составе 123-го стрелкового корпуса 42-й армии он принимал участие в Ленинградско-Новгородской операции, но во время артиллерийского обстрела, 1 февраля, он был тяжело ранен, в результате скончался.

## Награды
- Ордена Красного Знамени[2]
- Орден Отечественной войны I степени[3]
- Медаль «За оборону Ленинграда»[4]
- Медаль «XX лет Рабоче-Крестьянской Красной Армии»